# Ślubowo
Ślubowo (dawniej Szlubowo) – wieś sołecka w Polsce położona w województwie mazowieckim, w powiecie ciechanowskim, w gminie Sońsk.
W latach 1975–1998 miejscowość administracyjnie należała do województwa ciechanowskiego. Ślubowo graniczy z miejscowościami: Kałęczyn, Gąsocin, Koźniewo Wielkie, Gotardy, Gaj.
Niegdyś gniazdo rodowe Ślubowskich. Od XVIII w. własność Radzickich a po 1855 Sędzimirów.
Wierni kościoła rzymskokatolickiego należą do parafii w Gąsocinie. Na miejscu znajduje się drewniany kościół filialny pod wezwaniem św. Józefa zbudowany w 1780-81 przez ówczesnego dziedzica podkomorzego zakroczymskiego Józefa Radzickiego.
Obok kościoła pozostałości zespołu dworsko-folwarcznego rodu Sędzimirów z XIX w. zamienionego po II wojnie światowej w PGR. Na terenie dawnego parku (zabytkowe dęby, świerki, topole, kasztany) XiX w. dwór i mniejszy dworek (dzisiaj ponownie własność prywatna).
We wsi znajduje się również kapliczka słupowa (wykonana z drewnianego bala i otynkowana) z drugiej połowy XIX wieku. 

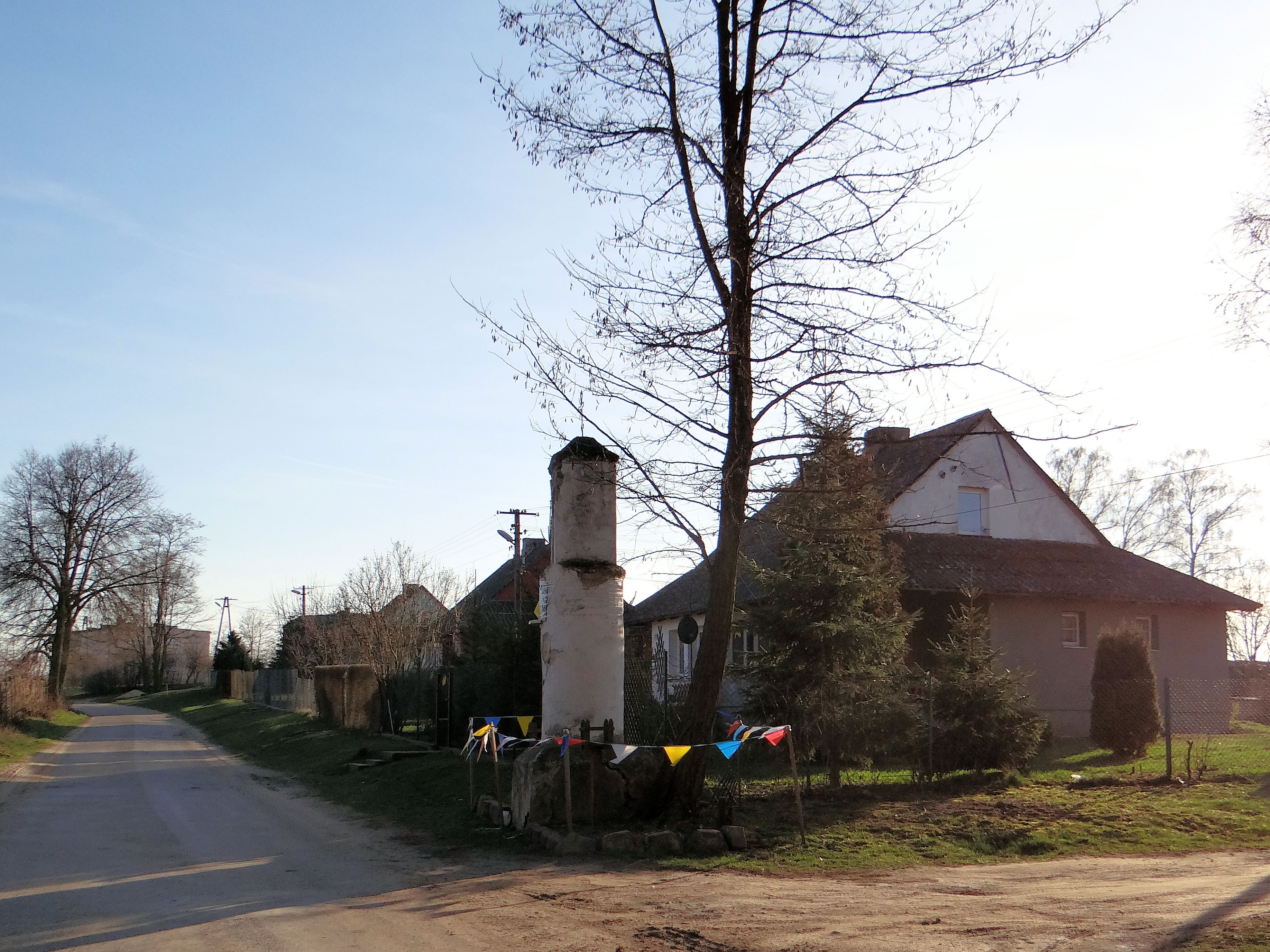
Wiejska droga z zabudowaniami i okrągłą kapliczką.